# Heliocontia sordida
Heliocontia sordida är en fjärilsart som beskrevs av Augustus Radcliffe Grote 1882. Heliocontia sordida ingår i släktet Heliocontia och familjen nattflyn. Inga underarter finns listade i Catalogue of Life.